# تابو (خواننده رپ)
جیمی لوییز گومز (به انگلیسی: Jaime Luis Gómez) (زاده ۱۴ ژوئیه ، ۱۹۷۵) که با نام تابو شناخته می‌شود، رپر و بازیگر آمریکایی است. او با حضور در گروه موسیقی بلک آید پیز بهمراه ویل.آی.ام و فرگی به شهرت رسید.او در فیلم پسری به نام جیمز بازی کرده است. او در سال ۲۰۱۴ به سرطان بیضه نوع ۲ مبتلا شد ولی خوشبختانه با تشخیص زود هنگام و مراجعه به اورژانس‌، پس از چند دوره شیمی درمانی شدید بهبود یافت و سلامت خود را بازیابی کرد. او بعد از بهبودی تک آهنگی با نام مبارزه (The Fight) منتشر کرد که در آن به کودکان بومی کمک های روحی و معنوی در مورد پیشگیری از سرطان و رعایت بهداشت می‌کند، همچنین او با این آهنگ موفق شد کمک های بسیاری را برای انجمن سرطان آمریکا جمع آوری بکند.

## فعالیت‌ها

### آلبوم‌ها به همراه گروه بلک آید پیز
- ۱۹۹۸: Behind the Front
- ۲۰۰۰: Bridging the Gap
- ۲۰۰۳: Elephunk
- ۲۰۰۵: Monkey Business
- ۲۰۰۹: The E.N.D.
- ۲۰۱۰: The Beginning
- Elevation :۲۰۲۲

### دی وی دی ها
- ۲۰۰۴: Behind the Bridge to Elephunk
- ۲۰۰۶: Bring in the Noise, Bring in the Phunk
- ۲۰۰۶: Live from Sydney to Las Vegas|Live from Sydney to Vegas[۱]